# Царьков, Александр Семёнович
Царьков Александр Семёнович (19 июля 1928 — 23 февраля 1987) — Герой Социалистического труда, почётный гражданин села, в 17-летнем возрасте был награждён медалью «За доблестный труд в Великой Отечественной войне в 1941—1945 гг», старший лейтенант 261-го стрелкового полка, был награждён орденом Отечественной войны 2-й степени. Депутат городского совета (1949—1951 гг.) в городе Вильнюсе (Литовская ССР). Избирался депутатом Бужаниновского сельского совета, секретарем партбюро, являлся членом Загорского горкома КПСС.

## Биография
Родился 19 июля 1928 года в деревне Истомино, Загорского района Московской области в семье простых, небогатых крестьян.
Мать, Царькова Анна Афанасьевна (крестьянка родом из деревни Леоново). Отец, Царьков Семен Емельянович, — крестьянин родом из деревни Истомино. В семье у них было пятеро детей. Старшая дочь Мария, потом Антонина, средняя Клавдия, сын Александр и младшая дочь Анна.
Когда исполнилось 8 лет пошёл учиться в Гальневскую среднюю школу, но закончил он всего лишь 5 классов — началась Великая Отечественная война. Ему было 12 лет и он пошёл работать в колхоз «Труд», где проработал большую часть своей жизни.
За исключительные заслуги перед государством и получении большого урожая картофеля в 1948 году Президиум Верховного Совета СССР присвоил звание Героя Социалистического Труда, он был награждён Золотой Звездой и Орденом Ленина.
Женился на Каревой Евгении Степановне, родом она из соседней деревни Митино. В 1953 году у них родился первенец — сын Владимир, а через 11 лет — дочь Елена.

### Деятельность в колхозе «Труд»
В эти тяжелые военные годы двенадцатилетнему подростку приходилось трудиться наравне со взрослыми мужчинами, от рассвета до заката, а иногда и по 20 часов в сутки.
В голодные, уже послевоенные годы, когда едва исполнилось 17 лет, он возглавляет бригаду колхозников.
В 1954 году Александр Семенович поступил в Московскую Сельскохозяйственную школу по подготовке председателей колхозов. Через три года окончил полный курс названного учебного заведения по специальности «Агрономия» при Московской Областной Советско-партийной школе. Был принят на работу бригадиром комплексной бригады.
В 1961 году был направлен на шестимесячные курсы повышения квалификации руководящих кадров колхозов и совхозов при Московской Советско-партийной школе. По окончании назначен на должность Управляющего второго отделения Загорской птицефабрики. Вся его трудовая жизнь прошла в родном совхозе «Труд», который трансформировался сначала в птицефабрику, затем в откормочный совхоз «Труд».
Царьков А. С. прошёл путь от рядового колхозника до бригадира, был заместителем председателя колхоза и управляющим вторым отделением совхоза. На основании Постановления Совета Министров СССР об образовании совхоза «Труд» на территории второго отделения Загорской птицефабрики в 1966 году перешёл работать мастером строительного цеха, а в 1967 году назначен заместителем директора по хозяйственной части и по производству. С 1976 года стал бригадиром кормоцеха. И до конца своей трудовой деятельности он проработал там.

## Награды
В 1944 году был награждён почетной грамотой Победителя социалистического соревнования среди молодых передовиков сельского хозяйства Загорского района Московской области.
За доблестный и самоотверженный труд в период Великой Отечественной войны указом Президиума Верховного Совета СССР от 6 июня 1945 года был награждён медалью, а в 1947 году за самоотверженный труд в период осеннего сева был награждён почетной грамотой Загорского РК ВЛКСМ.
В 1948 году Загорский РК ВЛКСМ за успешную работу на весеннем севе по выращиванию картофеля награждает звеньевого Александра Царькова почетной грамотой.
За доблестную службу старший лейтенант 261-го стрелкового полка был награждён орденом Отечественной войны 2-й степени и ему было присвоено звание участника Великой Отечественной войны. Неоднократно был победителем Социалистических соревнований, награждался юбилейными значками и почетными грамотами за достигнутые высокие показатели в труде и за высокую трудовую дисциплину.
В 1985 году за храбрость, стойкость и мужество, проявленное в борьбе с немецко-фашистскими захватчиками, и в ознаменовании 40-летия Победы Советского народа в Великой Отечественной войне 1941—1945 годах указом Президиума Верховного Совета СССР от 11 марта 1985 года награждён орденом Отечественной войны 2-й степени и в соответствии с указом Президиума Верховного Совета СССР от 12 апреля 1985 года награждён Юбилейной медалью «40 лет Победы в Великой Отечественной войне 1941—1945 гг».

### Награды СССР
- Герой Социалистического Труда (1949)
- Орден Ленина (1949)
- Золотая Звезда (1949)
- Орден Отечественной войны 2-й степени (11.03.1985)
- Медаль «40 лет Победы в Великой Отечественной войне 1941—1945 гг»

### Трудовой подвиг
Александр Семенович Царьков со своей бригадой вырастили в те годы небывалый урожай картофеля — 538,10 центнера с гектара на площади 3,05 гектара. Московский областной комитет ВЛКСМ наградил его почетной грамотой. За исключительные заслуги перед государством и получении большого урожая картофеля в 1948 году Президиум Верховного Совета СССР указом от 4 марта 1949 года присвоил звание Героя Социалистического Труда, он был награждён Золотой Звездой и Орденом Ленина. Все эти награды за свои заслуги он получил, когда проходил службу в армии.

### Служба в армии
В декабре 1948 года А. С. Царьков был призван в ряды Советских Вооруженных сил в отделение МКВД. Служба его проходила в Литве, Латвии и Эстонии. Во время прохождения службы в армии он был избран депутатом городского совета (1949—1951 гг) в городе Вильнюсе Литовской ССР. Демобилизовался в 1951 году и вернулся на родину.

## Память
- С 1970 года в Бужаниновской сельской школе было задумано открыть музей Боевой и Трудовой Славы земляков-сельчан.
- 2 июня 2011 на кладбище в деревне Гагино была торжественно открыта доска памяти Героям Социалистического труда, захороненным в разные годы на этом сельском погосте.